# Cone Mills Corporation
Cone Mills Corporation était un leader mondial du textile dans la fabrication de velours côtelé, de flanelle, de denim et d'autres tissus de coton pendant la majeure partie du 20e siècle. L'entreprise était basée à Greensboro, en Caroline du Nord. Ses usines étaient principalement situées en Caroline du Nord et Caroline du Sud. L'entreprise était connue comme le plus grand producteur mondial de denim,. Elle a arrêté définitivement son activité en 2004.

## Origines

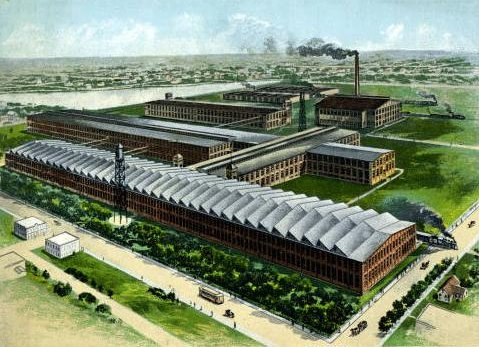
L'une des premières usines de coton de l'entreprise, ca. 1900

L'histoire de la famille Cone commence en 1845 lorsque Herman Kahn (1828–1897), un immigrant juif-allemand, et la famille de sa sœur quittèrent la Bavière, en Allemagne, pour une nouvelle vie aux États-Unis. Presque immédiatement à son arrivée aux États-Unis Herman changea l'orthographe de son nom de famille, passant de Kahn à "Cone", afin de lui donner une consonance plus américaine.
Herman Cone et son beau-frère Jacob Adler démarrèrent une entreprise de marchandises sèches dans le quartier germanophone Pennsylvania Dutch à Jonesborough, au Tennessee. Cone & Adler vendait des articles habituels comme de l'épicerie, des chapeaux, des bottes et des chaussures. Une exception à cela était qu'ils vendaient également des vêtements de prêt-à-porter, chose inhabituelle dans le sud de l'avant-guerre civile où la plupart des vêtements étaient fabriqués à la maison.
Au début des années 1850 Herman rencontra Helen Guggenheimer (1838-1898) lors d'un de ses voyages d'affaires à Lynchburg, en Virginie. Elle venait également d'Allemagne et était juive. En 1856, alors qu'Helen avait dix-huit ans, ils se marièrent. Leur premier enfant était Moses H. Cone, né en 1857, fondateur de Proximity Manufacturing Company (nom d'origine des entreprises Cone Mills). Leur second fils Ceasar, né en 1859,était le cofondateur de cette même entreprise.
Lors du recensement d'avant la guerre civile de 1860 leurs biens immobiliers et leurs biens personnels représentaient un montant impressionnant pour l'époque de 29 365 $. En 1861, à cause de la guerre civile, ils fermèrent leurs affaires et investirent leur argent dans l'immobilier. À la fin de la guerre, la famille vendit une partie de ses biens immobiliers pour rouvrir un commerce de détail sous le nom d'Adler, Cone & Shipley.

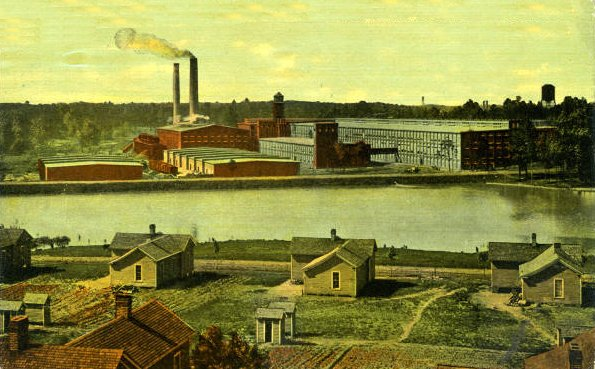
Une division de Cone Mills avec un village de filature, ca. 1914

Ils s'engagèrent dans le système de troc de marchandises, car à cette époque l'argent était alors très rare. Ils échangeaient leurs produits contre des textiles, qu'ils revendaient dans le Sud contre de l'argent. Plusieurs fois, ils prirent simplement, en échange des marchandises, des crédits sur des biens personnels et des terres. Ils saisirent ainsi une grande partie des dettes qui leur étaient dues, récupérant de ce fait des centaines d'acres de biens immobiliers.
En 1870, la famille, qui à ce moment-là était assez riche, déménagea à Baltimore, Maryland et fonda une épicerie en gros appelée Guggenheimer, Cone & Company. À cette époque, la famille comptait sept enfants, cinq garçons et deux filles, Claribel et Etta. Celles-ci acquirent la réputation d'être les sœurs Cone, des collectionneuses d'art. Cette entreprise appartenant à plusieurs membres de sa famille fut finalement dissoute en 1873 et Herman se lança dans les affaires avec ses fils aînés, Moses et Ceasar. Cette nouvelle entreprise s'appelait H. Cone & Sons. Les deux aînés, Moses et Ceasar, travaillèrent avec leur père dans son épicerie alors qu'ils étaient adolescents dans le Sud-Est en tant que vendeurs ambulants. Les deux frères prenaient et troquaient les ordres des marchands du sud pour les marchandises de leur père. En 1876, l'entreprise se développa pour inclure la vente de tabac et de cuir.

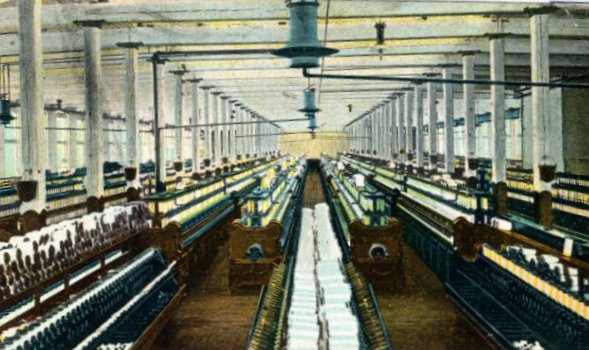
Intérieur d'une filature de coton en Caroline du Nord, ca. 1909

En 1887, Moses et Ceasar Cone investirent 50 000 $ dans la CE Graham Mill Manufacturing Company d'Asheville, en Caroline du Nord, qui fabriquait des plaids de coton. En 1893, l'usine devint Asheville Cotton Mills. En 1888, les frères investirent dans Salisbury Cotton Mills de Salisbury, toujours en Caroline du Nord. Ils investirent également dans la Minneola Manufacturing Company de Gibsonville, Caroline du Nord. En 1891, Moses et Ceasar Cone fondèrent la Cone Export & Commission Company. L'agent de vente de textiles pour le Sud était appelé "plaid trust" («fiducie de plaid») par ses concurrents. Agréé dans le New Jersey, le siège social de la société était situé à New York et Moses en était le président. En 1893, les frères Cone construisirent alors l'une des premières usines d'apprêt textile du Sud, appelée Southern Finishing & Warehouse Company.
Moses Cone construisit sa première usine de fabrication de denim à Greensboro en 1895. L'usine s'appelait Proximity Cotton Mills en raison de son emplacement près des champs de coton,. À côté des usines "Brother Moses" et "Brother Ceasar" fut construit un bâtiment qui servira de siège social à l'entreprise. Ceasar fut son premier président.
Beaucoup de membres de la famille Cone furent ensuite impliqués dans les entreprises de Moïse et César, notamment Carrie (1861-1927), Monroe (1862-1891), Claribel (1864-1929), Albert (1866-1867), Salomon (1868-1939), Sydney M. (1869-1939), Etta (1870-1949), Julius W. (1872-1940), Bernard M. (1874-1956), Clarence N. (1876-1929) et Frederick W. (1878-1944).

## Tournant du siècle

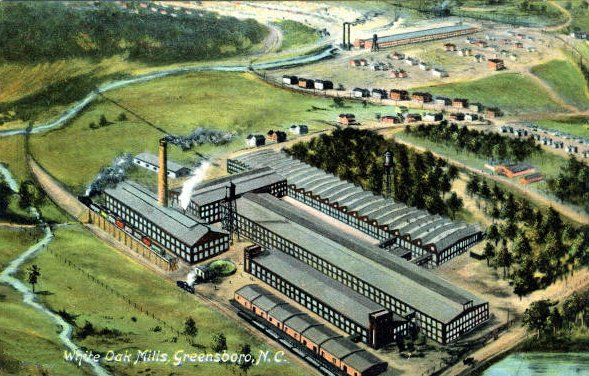
White Oak Mills à Greensboro, Caroline du Nord, 1909

En 1899, Moses et Ceasar s'associèrent avec Emanuel et Herman Sternberger de Caroline du Sud pour construire une usine de production de flanelle appelée Revolution Mills. En 1905, sous la direction de Proximity Manufacturing Company, les frères Cone construisirent White Oak Cotton Mills à Greensboro. En 1908, ils étaient les plus gros producteurs de denim au monde,. Le denim bleu robuste fabriqué par les usines contrôlées par Moïse lui donna la réputation d'être le "Denim King" («le Roi du Denim»),. La société produisait le tissu denim pour Levi Strauss & Company depuis 1915 et était également le fournisseur exclusif ces dernières années du tissu des jeans Levi's 501.
En 1912, la société a ouvert Proximity Print Works. Cette usine était l'une des premières installations d'impression sur tissu couleur du sud des États-Unis. En 1927, l'entreprise acquiert Cliffside Cotton Mills (fabricant de tissu éponge) et Haynes Plant (producteur de chambray). En 1929, ils avaient acquis la Holt-Granite Puritan Mills Company de Haw River, Caroline du Nord. Ils ont ensuite acquis la société de production de velours côtelé Tabardrey Manufacturing Company, fondée par Sidney Small Paine et portant le nom de ses enfants, Tad, Barbara et Audrey. En 1932, la société Cone avait acquis le contrôle de Eno Cotton Mills de Hillsborough, Caroline du Nord. Ils achetèrent Florence Mills de Forest City, Caroline du Nord en 1941, ainsi que sa filiale appelée American Spinning Company de Greenville, en Caroline du Sud.

## La compagnie change de nom

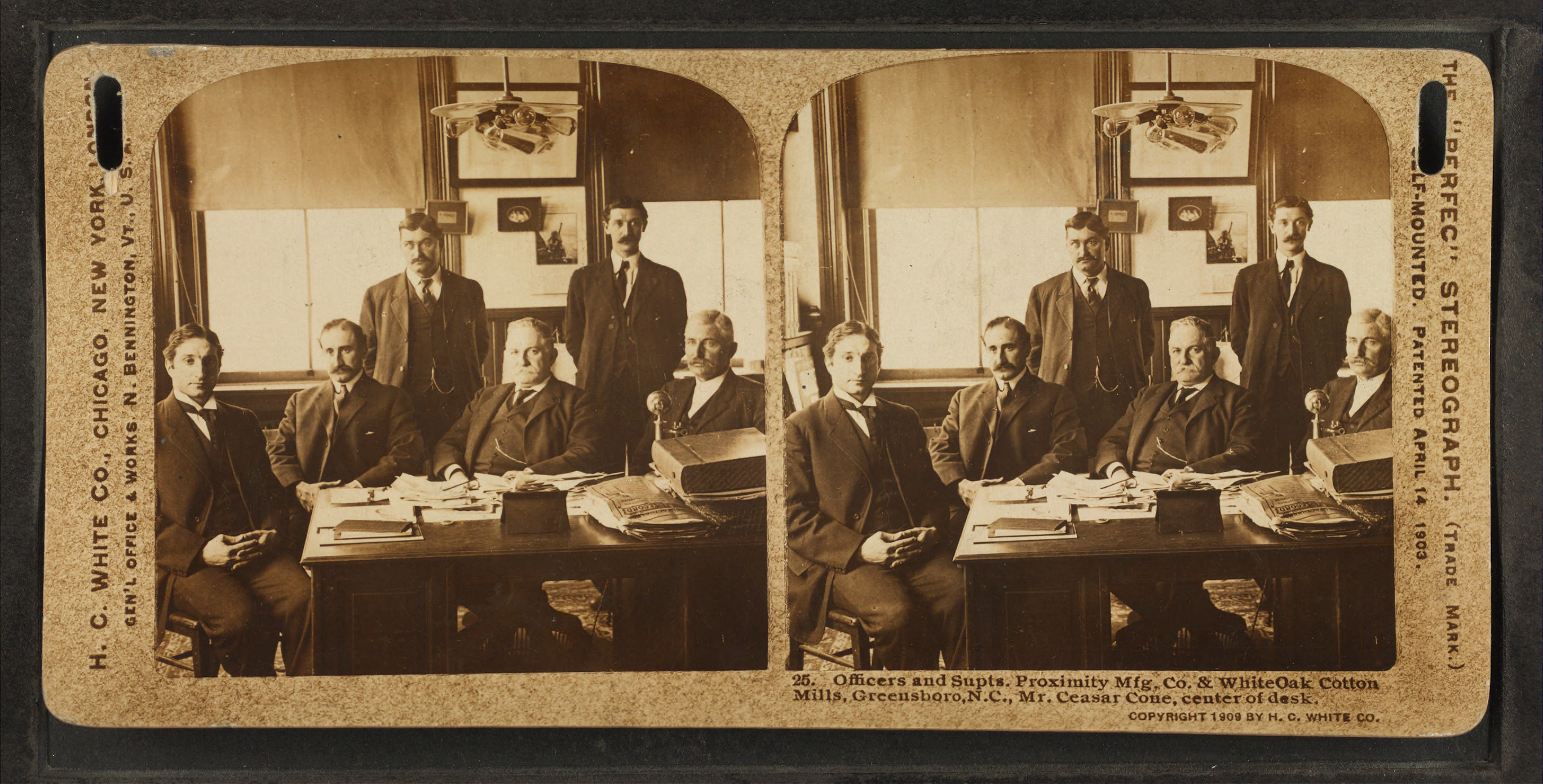
Stéréographe montrant des cadres de Proximity et White Oak (Ceasar Cone est assis au centre du bureau), par H.C. White Co 1909

En 1945, la société fusionna toutes ses usines distinctes pour devenir la Proximity Manufacturing Company. Les entreprises manufacturières, les usines et diverses filiales appartenant aux Cone subirent une réorganisation majeure dans laquelle les activités commerciales distinctes de Proximity Manufacturing Company (y compris Proximity Cotton Mills, Proximity Print Works, White Oak et Granite), Cliffside Mills (y compris le Cliffside et Haynes), Florence Mills (y compris American Spinning Company), Minneola Manufacturing Company, Salisbury Cotton Mills, Tabardrey Manufacturing Company et Cone Export & Commission Company, furent toutes réorganisées.
En 1948, une autre fusion majeure eut lieu. Revolution Mills et Proximity Manufacturing Company furent groupées en une seule entité nommée Cone Mills Corporation. En 1950, la société annonça un rapprochement avec le fabricant de sergé et de mèches Dwight Manufacturing Company en Alabama. L'année suivante Cone Mills Corporation acheta la société à 100%, la même année que son entrée à la Bourse de New York.
Cone Mills Corporation acheta en 1952 l'Union Bleachery à Greenville, Caroline du Sud. Ils obtinrent ensuite la première licence pour le processus de sanforisation accordée aux États-Unis.

## Implication avec d'autres organisations

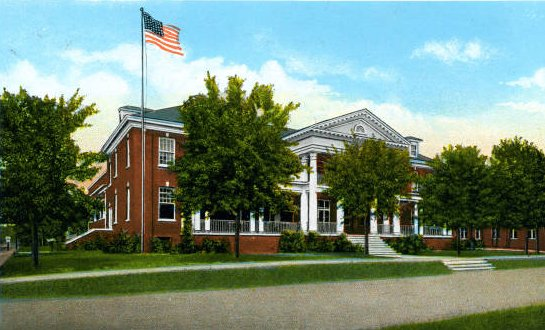
Cone Memorial YMCA
(White Oak Branch)

Cone Mills Corporation a participé au Cone Memorial YMCA (les branches White Oak, Proximity et Ségrégation), au Camp Herman, à l'école du soir et à l'emploi d'infirmières. La société fit construire des logements à proximité de ses usines, à la fois des pensions et des maisons familiales. Les magasins vendaient des produits laitiers et la viande était produite dans les fermes de l'entreprise. L'entreprise construisit également une école, fit don de terrains pour les églises de chaque village et créa un bureau de protection sociale.
Cone Mills était également impliqué dans des associations étatiques et régionales de l'entreprise du coton et du textile : la Mill Workers Mutual Benefit Association et la Summit Avenue Building Company. Elle était également associée au Cone Country Club et a fondé le Moses H. Cone Memorial Hospital.
De 1958 à 1969, Cone Mills participa au concours annuel Miss North Carolina. L'entreprise fournissait du tissu pour les armoires qui était remis chaque année à la gagnante. Elle fournissait également du tissu pour la robe de présentation que chaque gagnante portait pour représenter la Caroline du Nord lors du concours annuel de Miss America.

## Fermeture de White Oak
En 2017 ITG (International Textile Group), société mère de Cone Denim, annonça qu'après plus de 110 ans de production continue, sa filature de White Oak à Greensboro cesserait ses activités. La société a travaillé en étroite collaboration avec les clients de White Oak pour répondre à toutes les commandes et aux besoins des clients au cours des prochains mois, y compris la transition des styles vers ses autres plates-formes mondiales, ITG continuant d'avoir son siège social à Greensboro, avec dix usines de fabrication aux États-Unis, au Mexique et en Chine,.
Lorsque la filature a fermé ses portes, elle était la dernière filature à denim à grande échelle à fermer aux États-Unis. Cela signifie qu'il est désormais impossible d'acheter de denim selvedge 100% américain.
Une partie du dernier denim fabriqué à White Oak a été donnée à l'artiste Ian Berry, connu pour son travail avec le denim, pour réaliser le 'Secret Garden' du Children's Museum of the Arts de New York,,,.

## Fin de l'entreprise
Les entreprises textiles et les usines détenues et exploitées en tout ou en partie par la famille Cone étaient :
- Revolution Cotton Mills (Caroline du Sud)
- Asheville Cotton Mills (Caroline du Sud)
- Minneola Manufacturing Company (Caroline du Nord)
- Salisbury Cotton Mills (Caroline du Nord)
- Cliffside Mills
- Eno Cotton Mills (Caroline du Nord)
- Granite Finishing Works (Caroline du Nord)
- Tabardrey Manufacturing Company (Caroline du Nord)
- Florence Mills (Caroline du Nord)
- John Wolf Textiles
- Olympic Products
- American Spinning Company (Caroline du Sud)

La société redevient privée en 1983 sous la menace d'une reprise par la Western Pacific Industries. À l'époque, l'entreprise comptait 21 usines et 10 800 employés avec une valorisation de 385 millions de dollars,. En 2003, Cone Mills Corporation a déposé une demande de protection contre la faillite. En 2004, tous les actifs de Cone avaient été acquis par WL Ross and Company et ont ensuite été combinés avec ce qui restait de Burlington Industries pour former International Textile Group.

## Les villages de filatures Cone
Les villages de filatures étaient des villes appartenant à l'entreprise, construites à partir de zéro pour abriter les ouvriers et leurs familles. Au début des années 1900, Cone Mills Inc. construisit cinq villages autonomes pour desservir ses usines de Greensboro. Ces villages comprenaient des églises, des écoles, des terrains de baseball, des centres communautaires ainsi que des magasins d'entreprise en plus des maisons louées aux ouvriers des usines. À leur apogée, ces villages couvraient une superficie de 450 acre (182 ha) et abritaient 2 675 travailleurs dans environ 1 500 maisons. Du temps de la ségrégation un village de filature séparé, East White Oak, abritait des travailleurs afro-américains. Des milliers de travailleurs et leurs familles firent leur vie dans ces « villes dans la ville » jusqu'à ce que l'entreprise à la fin des années 1940 commence à vendre les maisons (parfois aux travailleurs).